# Distrito de Cocabamba

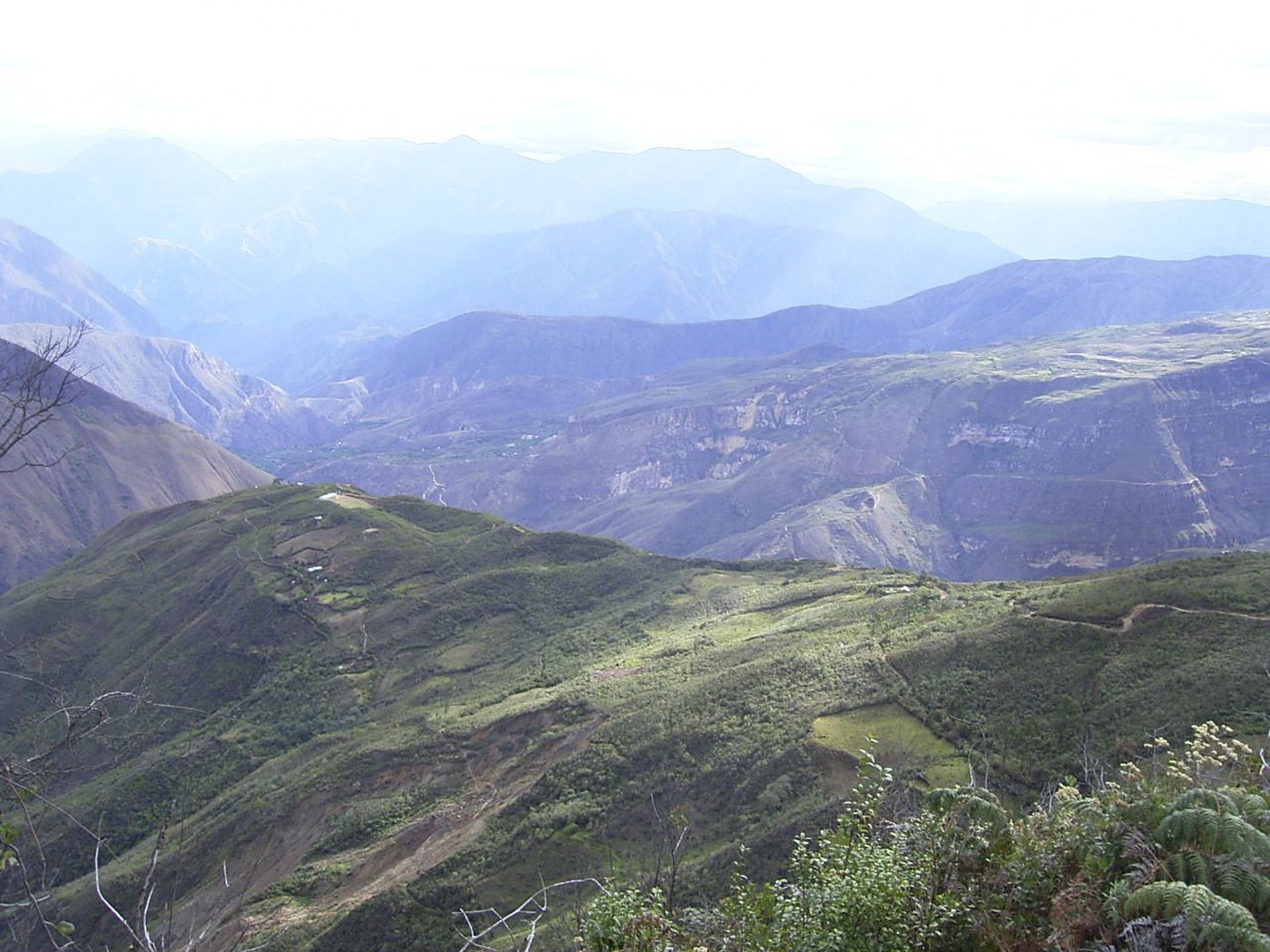
El paisaje del Distrito de Cocabamba.

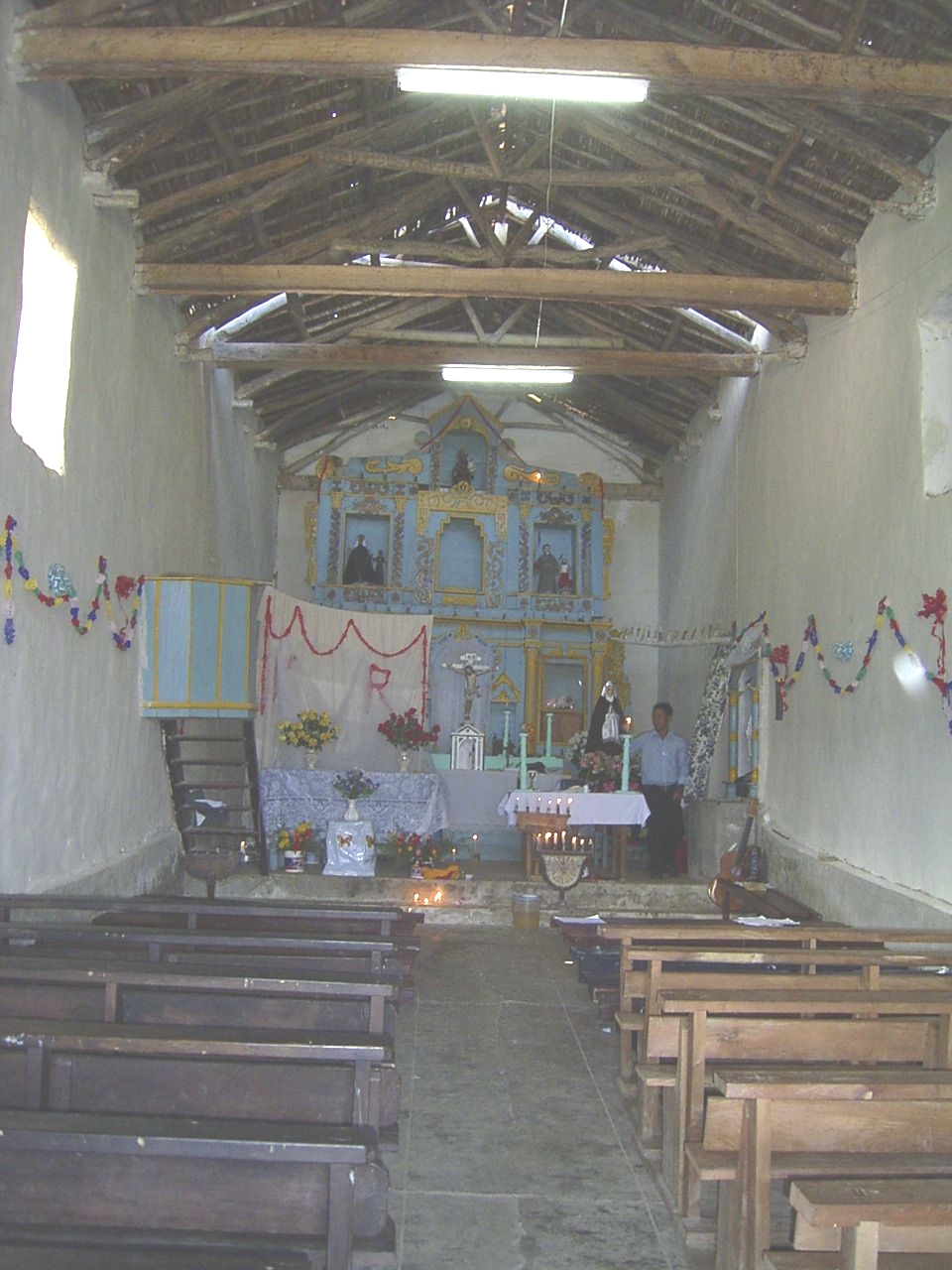
La iglesia de Cocabamba.

El distrito de Cocabamba es uno de los veintitrés distritos de la Provincia de Luya, ubicado en el Departamento de Amazonas, en el norte del Perú. Limita por el norte con el distrito de Yabrasbamba; por el este con el distrito de Pisuquía; por el oeste con el distrito de María, el distrito de Santo Tomás y el distrito de San Francisco del Yeso; por el sur con la provincia de Chachapoyas y; por el oeste con el departamento de Cajamarca.
Desde el punto de vista jerárquico de la Iglesia católica forma parte del Diócesis de Chachapoyas.

## Historia
El distrito fue creado el 5 de febrero de 1861 mediante Ley sin número, en el gobierno del Presidente Ramón Castilla.

## Geografía
Abarca una superficie de 355,85 km² y tiene una población estimada mayor a 2.000 habitantes. Su capital es el pueblo de Cocabamba. Cocabamba está ubicado en una zona calurosa en una parte que baja desde las alturas de Santo Tomás hasta el río Marañón. Para llegar a Cocabamba se toma un carro en la ciudad de Chachapoyas hasta dicho distrito mencionado.

## Pueblos y caseríos del distrito de Cocabamba
| - Cocabamba - Tupen Chico - Cuentas - Quisquis - Buillal - Mushca - Lambe - Guayaquil - Mendan - Yomblon | - Quemia - Molino - Pahuana - Mula Corral - Buena Vista - Arteago - Barianas - Mapish - Siprayacu - La Lucma | - Chuillon - La Baleriana - Samana - Dashmal - Livian - La Granadilla - Pacpapampa - Asquita - Pacae Grande - Caðabrava | - Siogue - Hualpuc - Cedro - Shumbuy - Punta - Nevoran - San Lucas |

La mayoría de los pueblos y caseríos del Distrito de Cocabamba están ubicados en la montaña, algunos como Tupen Grande se ubican a las orillas del Río Marañón.

## Autoridades

### Municipales
- 2023 - 2026[2]
  - Alcalde: Soifer Rosel Ramírez Mayta, Renovación Popular.
  - Regidores:

  1. Janelsi Yantec Chuquipiondo (Renovación Popular)
  2. José Abel Aliaga Silva (Renovación Popular)
  3. Lleimith Diaz Marin (Renovación Popular)
  4. Josue Ruiz Tapia (Renovación Popular)
  5. Maripza Ocampo Pérez (Juntos por el Perú)

## Festividades
Las fiestas patronales de la capital Cocabamba se celebran el 8 de octubre. 
Como comidas típicas se conoce el Purtumote, el Mote, el Locro, el Puchero y el Trigo resbalado entre otros. 
El distrito de Cocabamba pertenece a la parroquia del Distrito de Santo Tomás.

## Proyecto hidroeléctrico
El distrito de Cocabamba es uno de los distritos de la provincia de Luya donde se desarrollará el proyecto de la Central Hidroeléctrica Chadín 2, que generará 700MW de energía renovable aprovechando la fuerza del río Marañón.